# Dorothy James
Dorothy James (ur. 1 grudnia 1901 w Chicago, zm. 1 grudnia 1982 w St. Petersburg) – amerykańska kompozytorka, nauczycielka akademicka.

## Życiorys
Studiowała w American Conservatory of Music, uzyskała tamże tytuł Bachelor’s degree i Master’s degree oraz w Chicago Musical College, gdzie kształciła się z zakresu kompozycji u Louisa Gruenberga oraz u Adolfa Weidiga. Kontynuowała naukę w Eastman School of Music oraz na Uniwersytecie Michigan. Uczyła się u Ernsta Křenka i Howarda Hansona.
Wykładała teorię muzyki i kompozycję na Eastern Michigan University od 1929 do 1969 roku. Po przejściu na emeryturę przeprowadziła się do St. Petersburg na Florydzie, gdzie mieszkała do końca życia.
Kolekcja jej dokumentów, m.in. partytury i korespondencja, jest przechowywana w Eastern Michigan University Archives.

## Nagrody
- A. Weidig Gold medal[3]

## Twórczość
Komponowała muzykę orkiestrową, kameralną, utwory instrumentalne, chóralne, muzykę teatralną. Wybrane dzieła:
- Symphonic fragments (1931)[1]
- Kwartet smyczkowy (1932)[1]
- Paolo and Francesca, opera (1932)[1]
- The Little Jesus Came to Town, kantata (1935)[1]
- Recitative and Aria na kwintet smyczkowy (1944)[2]
- The Golden Years na chór i orkiestrę (1953)[4]
- Morning Music na flet i fortepian (1967)[2]
- Motif na obój i organy (1970)[2]